# 波多利斯克勇士
波多利斯克勇士（Hockey Club Vityaz）是位於俄羅斯莫斯科州的大陸冰球聯盟冰球隊伍。塔拉索夫分區的隊伍之一。在其聯盟的前幾個賽季中，該團隊因打出了受加拿大等北美影響的強硬體魄的冰球而廣為人知。